# ラハイナ・バニヤン・コート・パーク
ラハイナ・バニヤン・コート・パーク (Lahaina Banyan Court Park) は、アメリカ合衆国ハワイ州マウイ島のラハイナにある公共公園。ラハイナの歴史的中心地区に位置し、著名なバニヤン・ツリーがある。旧ラハイナ砦や旧コートハウス（裁判所）など、ラハイナ・ヒストリック・トレイルの複数の史跡がある。
ラハイナ・コートハウス・スクエア (Lahaina Courthouse Square) とも呼ばれ、一般にはバニヤン・ツリー・パーク (Banyan Tree Park) とも呼ばれる。

## 概要
この公園は、1831年に建てられたラハイナ砦の跡地である。ラハイナが北太平洋の捕鯨船団の停泊地として使用されていた時代、マウイ総督ホアピリは、船員の暴動から町を守るためにこの要塞を建設した。1854年に砦は取り壊され、その場所にはコートハウス（裁判所）が建てられた。ラハイナ砦の一部は 1964年に再建された。旧ラハイナ・コートハウスは1965年にラハイナ歴史地区の貢献財産として認められ、ラハイナ芸術協会 (Lahaina Arts Society)、ラハイナ修復財団 (Lahaina Restoration Foundation)、ラハイナ・タウン行動委員会 (Lahaina Town Action Committee) によって使用されている。
1873年、ラハイナにおけるアメリカのプロテスタント宣教50周年を記念して、保安官ウィリアム・オーウェン・スミスは、中庭にバニヤン・ツリー（ベンガルボダイジュ）を植樹した。ハワイで最大のバニヤン・ツリーであり、米国でも最大のガジュマルの木の1つである。その広大な幹と気根系は、現在0.27ヘクタール（0.66 エーカー）を覆っている。この公園はマウイ郡とラハイナ修復財団によって管理されている。

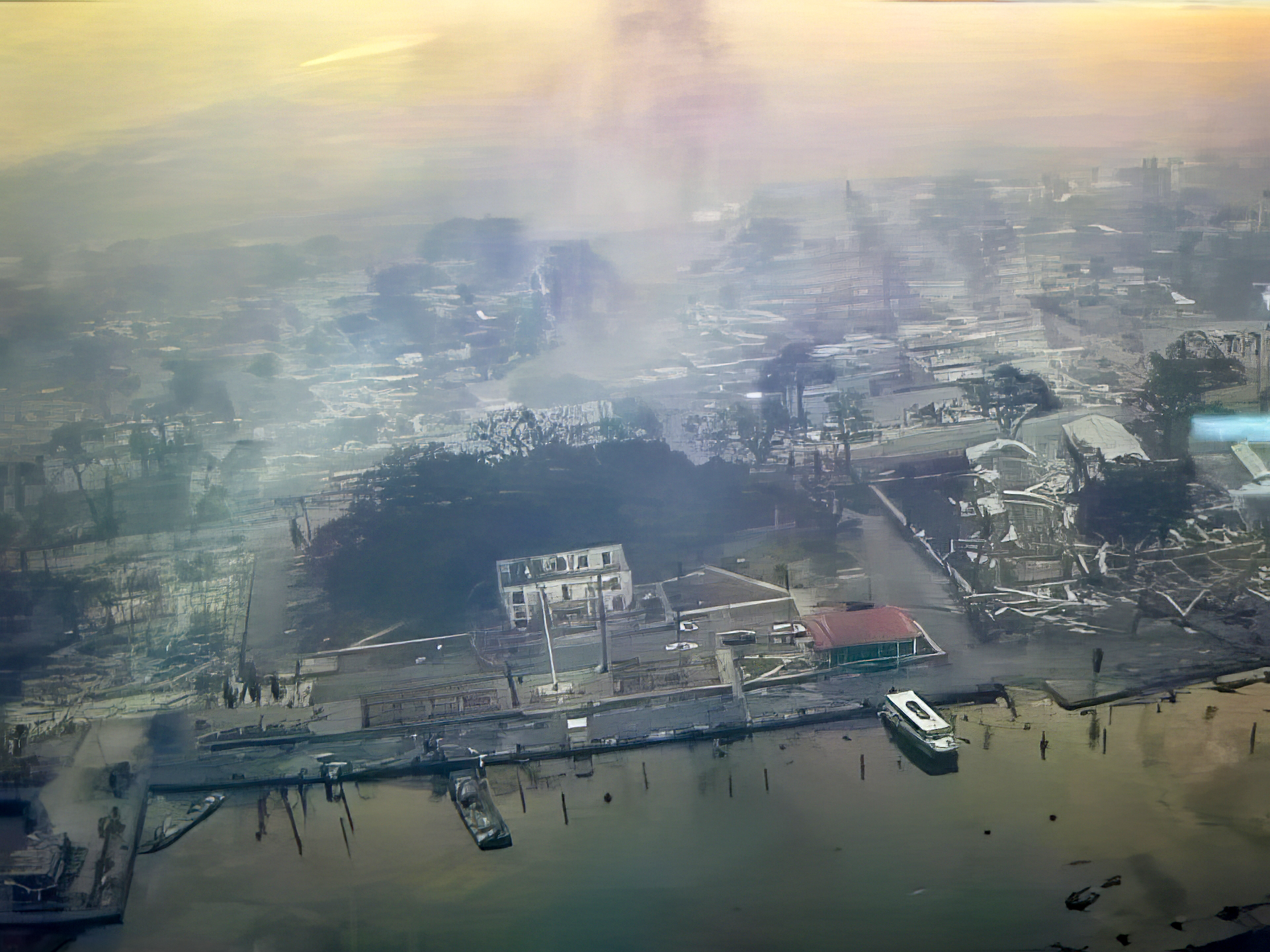
2023年8月9日、大火によって被災した公園とその周辺。

コートハウスと木を含むこの敷地は、 2023年8月8日から9日にかけてラハイナを焼いた山火事によって焼失した。ガジュマルの木は損傷し、旧ラハイナ・コートハウスは破壊された。被害程度を特定するための作業が進められている。

## 地理
ラハイナ・バニヤン・コート・パークは、ハワイのマウイ島西部に位置するラハイナの港近くにある.。公園の面積は0.79ヘクタール（1.94エーカー）で、ラハイナの船着場から道路を挟んで向かいに位置し、旧ラハイナ砦 (Old Lahaina Fort) の敷地にあたる。北はホテル・ストリート (Hotel Street)、南はカナル・ストリート (Canal Street)、西はワーフ・ストリート (Wharf Street)、東はフロント・ストリート (Front Street) に囲まれている。
この地域の史跡としては、1955年にラハイナ港建設のために浚渫されたラハイナ・ビーチの跡地、北側にホテル・ストリートを挟んで建つパイオニア・インとラハイナ灯台 (ケアワイキ灯台, Keawaiki lighthouse)、南にキング・カメハメハ3世小学校 (King Kamehameha III Elementary School) の校地（アリイ（首長）と関連付けられる遺跡地）などがある。

## 歴史と遺産

### 背景
太平洋でマッコウクジラ漁の操業を始めたニューイングランドの捕鯨船は、1819年にハワイに到着し始め、多くの船がホノルルとラハイナに停泊した。カメハメハ3世（1825年 - 1854年）の治世、ハワイ諸島における捕鯨船団の活動は、ハワイ経済の全領域を形成した。1859年にペンシルベニア州タイタスビルで石油が発見され、1861年にアメリカ南北戦争が勃発するまで、捕鯨業はハワイ王国の第一の収入源であった。
船の整備は通常ホノルルで行われるが、船長たちはラハイナ沖で停泊することを好んだ。ラハイナ・ローズへのアクセスは容易であり、町では新鮮な食料を入手することができた。ヘンリー・L・シェルドン (Henry L. Sheldon) によれば「全住民の仕事は、捕鯨船に物資を供給し、乗組員をもてなすことであった」。一度の航海で何か月も鯨を追っていた船員たちは、グロッグ（ラム酒の水割り）を飲み、女性と会うためにラハイナへ行った。歴史家のノエラニ・M・アリスタ (Noelani M. Arista) は、1825年までに次のように述べている。
女性が売春目的で船に出かけることを禁止するカプ（禁制）がアリイ（ハワイの首長）によって宣言されたため、急成長する太平洋の港町ではおなじみとなっていた交渉事が変化した。なだめたり、丸め込んだり、はたまた強制をしてもハワイの女性たちにカプを破らせることができなかったことに船員たちは激怒し、その不満をアメリカ人宣教師に向けた。船員たちは、不当に厳格な道徳法が新しくできたのはアメリカ人宣教師のせいだと非難した。
捕鯨船員たちは、アルコールと売春を管理するあらゆる規則に反対し、ハワイ王国にそのような規則を施行するよう影響を与えたとして宣教師を非難した。暴動は1825年、1826年、1827年、1843年の少なくとも4回発生した。1827年の暴動では、捕鯨船「ジョン・パーマー」 (John Palmer (1807 ship)) が宣教師ウィリアム・リチャーズ (William Richards (missionary)) の家に砲撃を加え、地域社会の安全を脅かした。

### ラハイナ砦
カアフマヌ（カメハメハ1世の王妃の一人、カメハメハ2世・3世の摂政。1768年 - 1832年) は、その死の数か月前となる1832年2月にマウイ島を訪問し、暴徒化した捕鯨船員から町を守る砦の建設することを支持した。マウイ総督ホアピリ（1775年 - 1840年）はカアフマヌの支持を得て、ラハイナのウォーターフロントに砦を建設し、1か月以内に完成させた。砦はサンゴのブロックで建設され、壁の高さは約15 - 20フィート（約4.5 - 6m）で、その上には47基の大砲が備えられていた。1848年の目録には、大型大砲6門、小型大砲21門、後装砲6門、これに加えて作動していない大砲8門が記載されている。この砦には大量の火薬・銃・ライフル・剣が保管されており、刑務所としても使用されていた。ラハイナに入港する船員には日没をもって門限とすることが課せられた。太鼓が鳴ったときに船に戻っていなかった場合、彼らは砦に投獄される規則であった
1841年、アメリカの海軍将校チャールズ・ウィルクス（1798年 - 1877年）は、アメリカ合衆国探検遠征隊の司令官としてラハイナ砦を訪問した。ウィルクスは次のように観察している。「王の宮殿に次いで目立つ建物は砦である。しかし、これは防衛の上ではあまり重要ではなく、もっぱら手に負えない臣下や船員を閉じ込めるのに役立っている。内部の面積はおよそ1エーカーであり、城壁は高さは20フィートである」。
1840年代後半に捕鯨業が衰退し、カリフォルニアでゴールドラッシュが発生するとハワイの人口は減少し、感染症の流行も現地住民の人口減に追い打ちをかけた。砦は1847年に改修されたが、防衛施設としてよりも監獄として使用された。大砲は錆び付き、人員はほとんど配置されていなかったが、総督が数人の兵士とともに暮らしていた。ヘンリー・オーガスタス・ワイズ（海軍将校・著述家）は1848年に砦を訪れ、ハワイ総督であったジェームズ・カネホア（ジェームズ・ヤング。1797年 - 1851年）と面会した。カネホアは砦で生活していた。ワイズは以下のように記している。

30門の多様な大砲からなる、奇妙な砲台があった。大砲はあらゆる種類の台車と口径を備え、砲身も長・短・中と取り揃えていた。それらが通常の停泊地にらみを利かせており、商船の暴力行為を抑止する機能を果たしていることは疑いなかった。しかし、それらの大砲が2発目を発射した時、果たして大砲がばらばらにならないかは疑問である。
1850年代、捕鯨は急激な衰退を始めた。ハワイ諸島の砦は損傷や放置により状態が悪く、放棄されるか撤去された。ラハイナ砦も1854 年に取り壊され、サンゴブロックは新しい監獄であるハレ・パアハオ (Hale Paʻahao) に転用された。
1964年、州の公園局は、公園の南西隅に古い砦の城壁を再建して設置した。

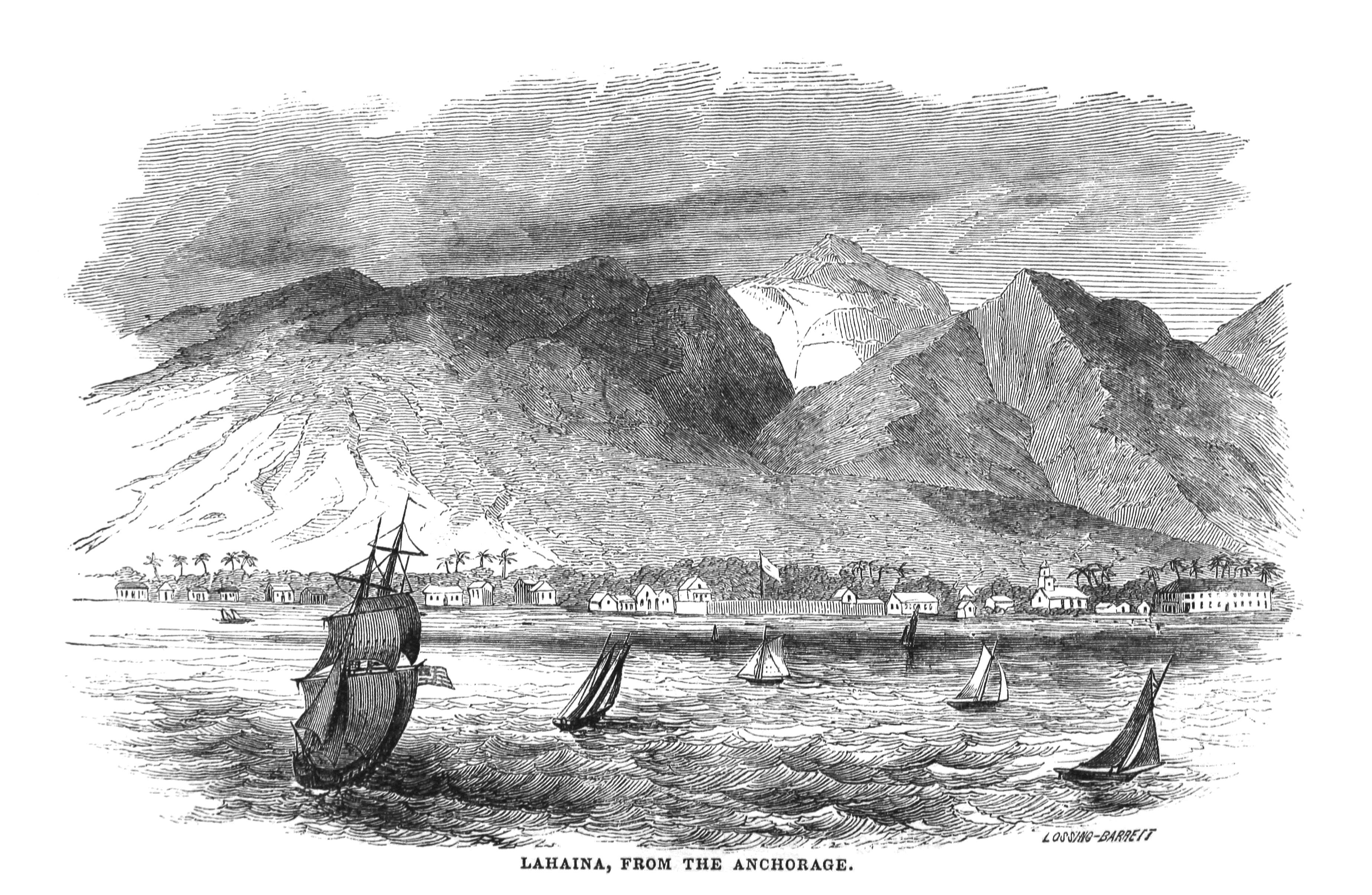
「ラハイナ・ローズ」に停泊した船から見たラハイナ砦（中央）とハレ・ピウラ（右）。1840年代の画
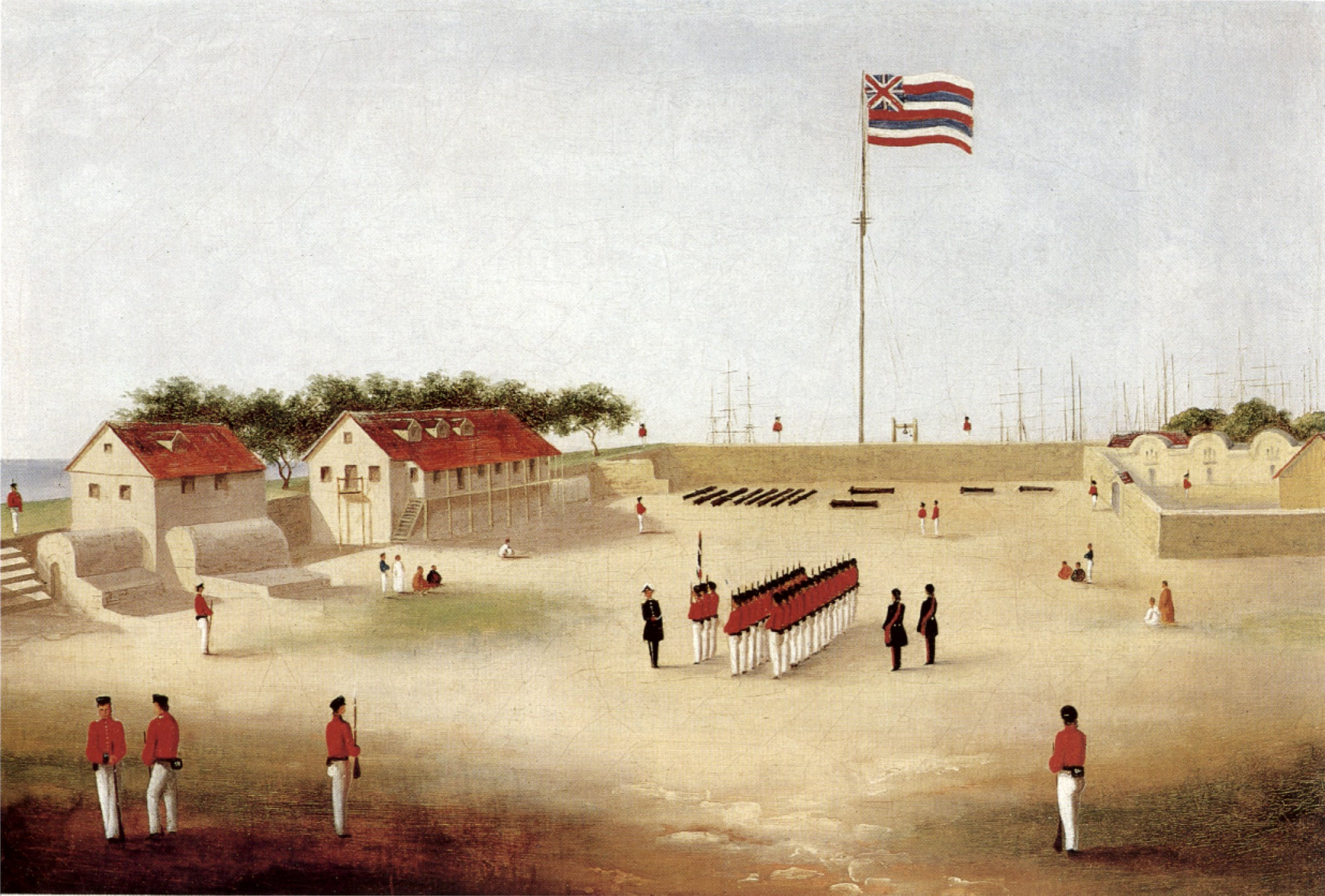
（参考）ホノルル砦の内部（1853年画）。ラハイナ砦の構造も同様であった（ただしホノルル砦よりは小規模）
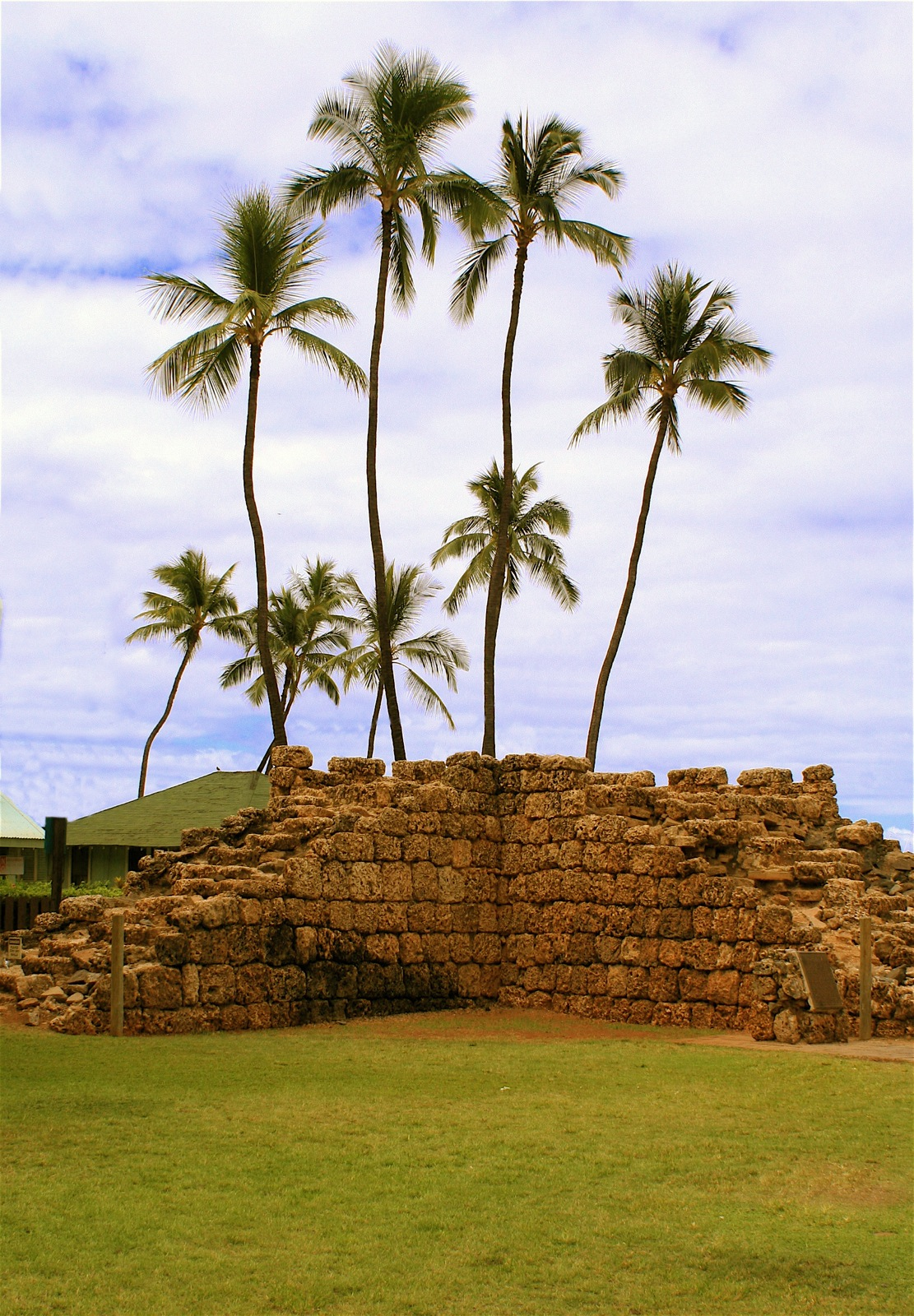
1964年に再興された砦の一部

### ラハイナ・コートハウス
1858年2月20日、ラハイナは激しいハリケーンに見舞われ、およそ20の建物が破壊されたが、この中にはハレ・ピウラ (Hale Piula) が含まれていた。ハレ・ピウラはもともとカメハメハ3世の宮殿として計画されていたもので、当時はコートハウス（英: Court House。一般に「裁判所」と訳される）が置かれていた。1859年、ハレ・ピウラの資材を再利用して、ラハイナ砦跡地にコートハウスが再建された。新しいコートハウスには、税関、郵便局、徴税官、マウイ総督、治安判事裁判所、法廷、陪審室の事務所が置かれていた。ハワイ王国が打倒された際（ハワイ併合）、1898年8月12日にラハイナ・コートハウスに掲げられていたハワイ国旗は郵便局長補によって降ろされ、代わってアメリカ合衆国の国旗が掲げられた。この時のハワイの国旗は、2002年9月に、博物館となったコートハウスの常設展示物となった。コートハウスに置かれていた郵便局は、1900年6月14日にハワイの切手を米国の切手に置き換えた。
1925年、コートハウスは建築家ウィリアム・デスモンド (William D'Esmond) によって改修された。デスモンドは新しい屋根を追加し、入り口とバルコニーを再設計した。この建物のテナントには米国郵便局と税務署が含まれていた。2階には法廷があり、地下にはラハイナ刑務所があった。この建物は1965年にアメリカ合衆国国定歴史建造物および「ラハイナ歴史地区」の貢献的財産に指定され、1990年に再び修復が加えられた。2004年、2階にラハイナ文化遺産博物館 (Lahaina Heritage Museum) が開設され、ビデオ・写真・歴史的物品などのインタラクティブな展示を行っている
2023年の火災の時点で、コートハウスにはラハイナ文化遺産博物館が入居していたほか、ラハイナ芸術評議会 (Lahaina Arts Council) とラハイナ歴史協会 (Lahaina Historic Society) が事務所を構えていた。

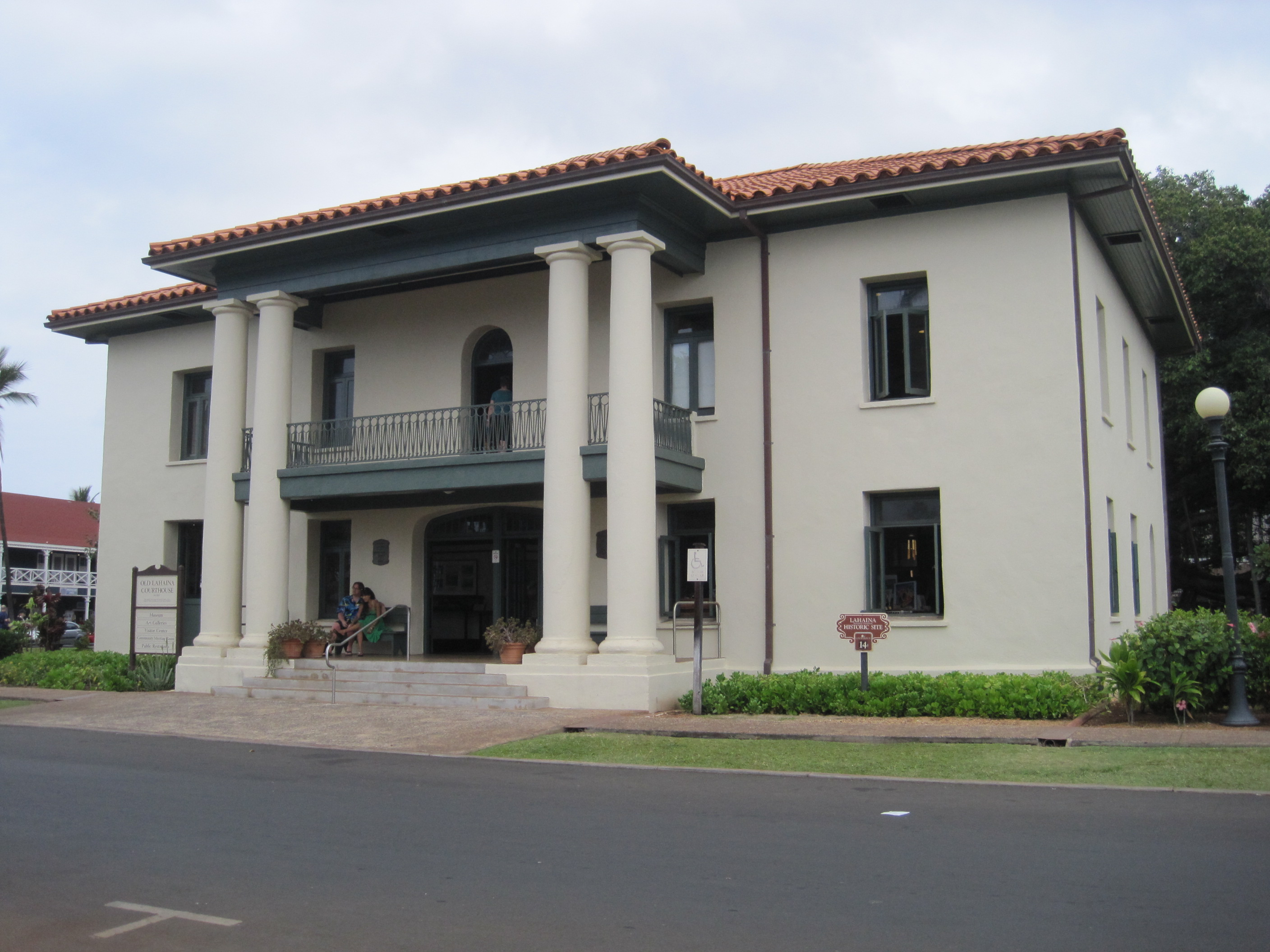
旧ラハイナ・コートハウス
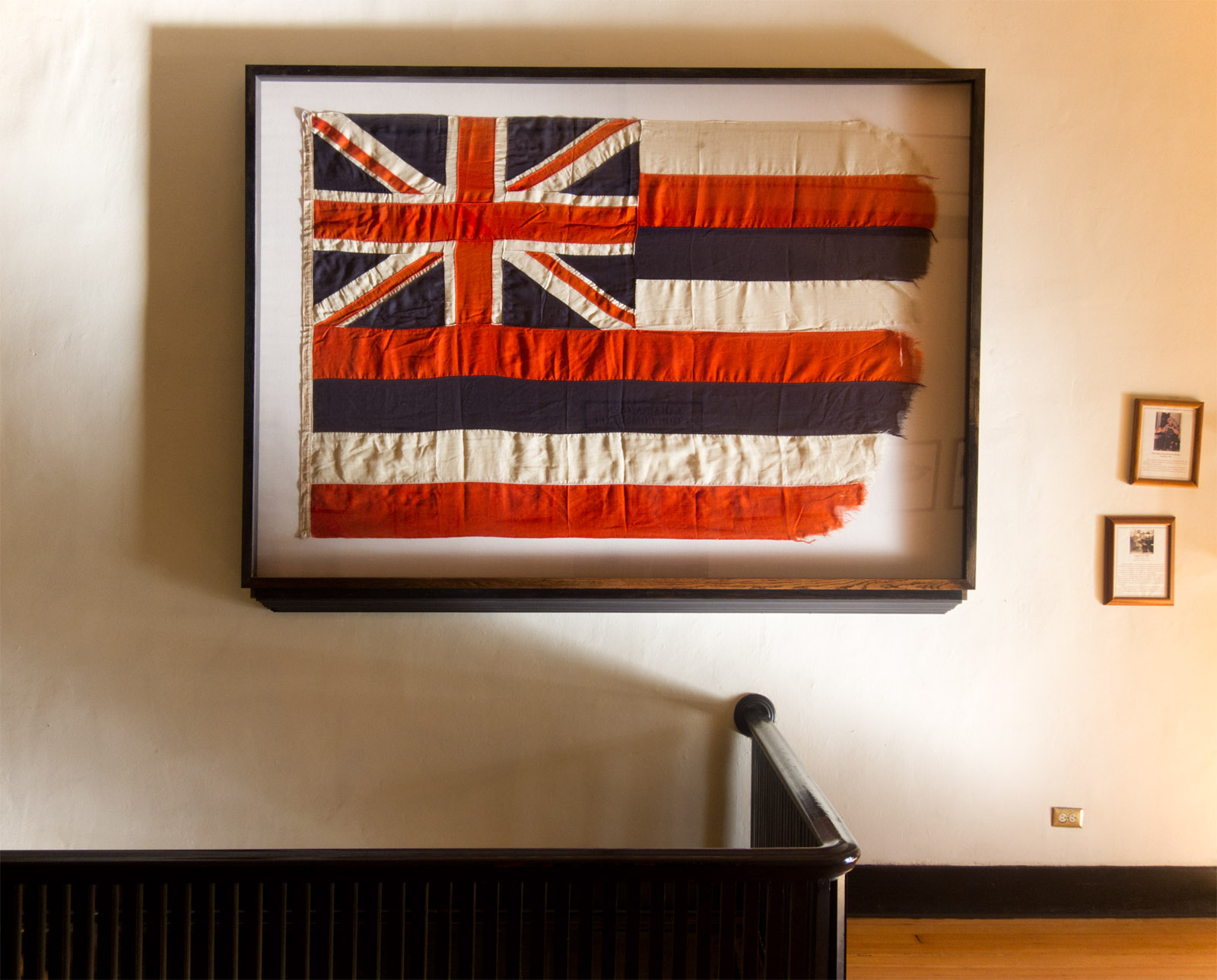
コートハウスに掲げられていた最後のハワイ国旗は、文化遺産博物館で常設展示されていた。

### バニヤン・ツリー

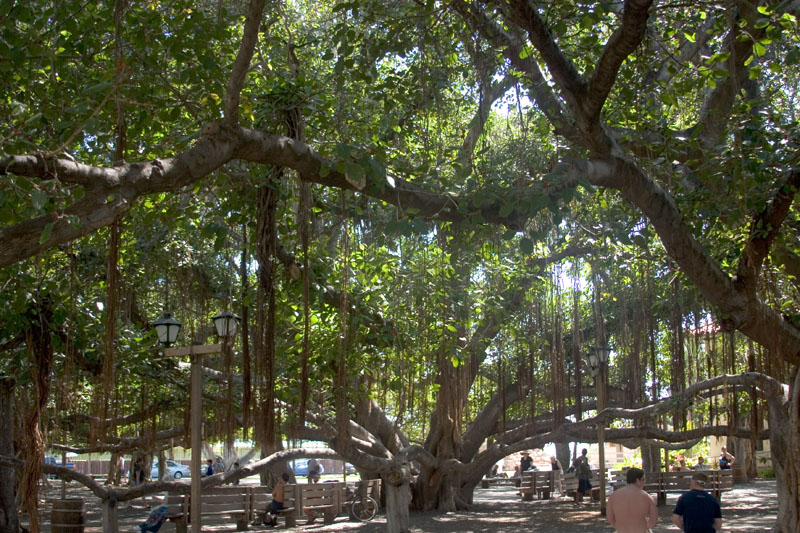
Central trunk of the banyan tree beneath the canopy

1873年4月24日、ラハイナで初めてアメリカ・プロテスタントの宣教が行われてから50周年を記念して、バニヤンの木（ベンガルボダイジュ Ficus benghalensis。ハワイ語: paniana）の苗木が、保安官ウィリアム・オーウェン・スミスによってコートハウスの広場に植えられた。これはインドの宣教師からの贈り物であった。ベンガルボダイジュはインド原産で、ハワイ諸島に見られる60種類のイチジク属の植物の1つである。植樹時の樹高は2.4m程度であったが、2005年の時点では15mに成長し、16本の支幹を生じさせており、0.78ヘクタールの公園のうち0.26ヘクタールを覆っている。この木はハワイ州最大のバニヤンの木とされ、同時に米国最大のバニヤンの木の一つとされている。

## 運営・施設・イベント
この公園は、マウイ郡公園レクリエーション局 (Maui Parks and Recreation department) によって管理され、非営利団体のラハイナ修復財団 (Lahaina Restoration Foundation) によって維持運営されている。近隣のいくつかの公共駐車場が利用できるが、ワーフ・ストリートの駐車場はもっぱらツアーバスのために確保されている。ビジターセンターで毎月第2金曜日に開催されるへウイ・クラフトフェア (Heui Craft Fairs) など、バニヤン・ツリー・パークのすべてのイベントは、ラハイナ・タウン行動委員会 (Lahaina Town Action Committee) によって主催されている。公園エリアのハロウィーン・イベントは「太平洋のマルディグラ (Mardi Gras of the Pacific)」と謳われる好評を見せたが、マウイ郡と文化資源委員会 (Cultural Resources Commission) の間で長い間意見が分かれる問題であった。